# Boľ
Boľ (in ungherese Boly) è un comune della Slovacchia facente parte del distretto di Trebišov, nella regione di Košice.